# Біле (Алчевський район)
Бі́ле — селище в Україні, у Алчевській міській громаді Алчевського району Луганської області. Розташоване на річці Білій (притока Лугані), на шляху Луганськ — Дебальцеве, за 3 км на захід від залізничної станції Збірна. Знаходиться на тимчасово окупованій території України.
Відповідно до Розпорядження Кабінету Міністрів України від 12 червня 2020 року № 717-р «Про визначення адміністративних центрів та затвердження територій територіальних громад Луганської області» увійшло до складу Алчевської міської громади.
Засноване 1705 року. 7073 мешканців.
У межах селища 2 вугільні шахти, 3 кар'єри (по видобуванню пісковика, мергелю, крейди).
Середня й початкова школи, школа робітничої молоді, 2 клуби.

## Історія
У XVIII сторіччі на місці селища існував зимівник Кальміуської паланки Війська Запорозького Низового, відомий як «Займище Біле», що згадується від 1705 року.
За даними на 1859 рік у казенному селі Слов'яносербського повіту Катеринославської губернії мешкало 1768 осіб (885 чоловіків та 883 жінок), налічувалось 236 дворових господарств, існували православна церква та завод, проходило 2 щорічних ярмарки.
Станом на 1886 рік в селі, центрі Біловської волості, мешкало 1948 осіб, налічувалось 238 двори, існували православна церква, школа, лавка, відбувалось 2 щорічних ярмарки.
22 серпня 2014 року терористи обстріляли підрозділ 1-ї танкової бригади, загинули солдати Максим Андрейченко й Микола Лущик.

## Населення

### Мова
Розподіл населення за рідною мовою за даними перепису 2001 року:
| Мова            | Кількість | Відсоток |
| --------------- | --------- | -------- |
| російська       | 3894      | 55.05%   |
| українська      | 3151      | 44.55%   |
| білоруська      | 14        | 0.20%    |
| вірменська      | 5         | 0.07%    |
| румунська       | 1         | 0.01%    |
| німецька        | 1         | 0.01%    |
| інші/не вказали | 7         | 0.11%    |
| Усього          | 7073      | 100%     |